# Levée en masse
Bei der Levée en masse (frz. für ‚Massenaushebung‘) handelte es sich um eine Form der Wehrpflicht, die 1793 während des Ersten Koalitionskriegs in Frankreich eingeführt wurde. Heute findet man den Ausdruck in der Haager Landkriegsordnung: Unter bestimmten Umständen dürfen Massen von Zivilisten zu anerkannten Kombattanten werden, wenn es keine Zeit gibt, sie ordentlich zu organisieren.

## Geschichte

### Hintergrund
Nach der Schlacht bei Valmy am 20. September 1792 eroberte das aus Freiwilligen und aktiven königlichen Soldaten zusammengesetzte französische Revolutionsheer der Premier amalgame unter General Dumouriez die Österreichischen Niederlande. Zudem wurde Savoyen von der Französischen Republik annektiert. Zur Wende kam es 1793, als Großbritannien im Februar der Koalition beitrat und eine seit März 1793 geführte, preußisch-österreichische Gegenoffensive das Revolutionsheer bis hinter die Grenzen Frankreichs zurückdrängte. Nur die zahlreichen durch Vauban errichteten Grenzfestungen verlangsamten den Vormarsch der Koalitionstruppen. Neben der äußeren Bedrohung der Französischen Republik traten innere Unruhen, wie etwa der royalistische Aufstand der Vendée.

### Einführung der Levée en masse
Vor diesem Hintergrund brachte Lazare Carnot im Wohlfahrtsausschuss den Antrag zur Einführung der Levée en masse ein. Am 23. August 1793 wurde die Anordnung der Levée von Nationalkonvent und Wohlfahrtsausschuss verabschiedet. Die Levée en masse verpflichtete alle unverheirateten Männer im Alter von 18 bis 25 Jahren zum Kriegsdienst. Dadurch konnte das französische Heer innerhalb kurzer Zeit bei einer Gesamtbevölkerung von 25 Millionen auf eine Stärke von einer Million Soldaten vergrößert werden, was maßgeblich zum Sieg Frankreichs im Ersten Koalitionskrieg beitrug. Ihren Mangel an Kampferfahrung glichen die Wehrpflichtigen durch ihre patriotisch bedingte Motivation aus.

### Weitere Entwicklung
Kriegsverluste und Desertationen ließen die französische Armee bis 1796 auf eine Stärke von 400.000 Mann zusammenschrumpfen, was annähernd der Größe des stehenden Heeres unter Ludwig XIV. entsprach.
Die Wehrpflicht wurde 1798 durch das Jourdan-Gesetz modifiziert. Alle jungen Männer wurden dazu verpflichtet, sich registrieren zu lassen. Die Regierung legte jährlich die Quote für die Einberufung von Rekruten fest. Dadurch wurde die Voraussetzung für die riesigen Heere der napoleonischen Kriege geschaffen, die Napoleon die Eroberung großer Teile West- und Mitteleuropas ermöglichten. Allein von 1806 bis 1814 dienten zwei Millionen Franzosen unter Napoleon, von denen mehr als 400.000 getötet wurden. Damit war die Todesrate unter französischen Soldaten in den napoleonischen Kriegen höher als im Ersten Weltkrieg.
Die Levée en masse diente anderen europäischen Staaten als Vorbild zur Einführung der Wehrpflicht. Dies geschah unter anderem in Preußen mit der Heeresreform von 1814. Die demokratische Bewegung in Deutschland war in der Märzrevolution 1848 durch die Levée en masse zur Einrichtung von Volks- und Bürgerwehren inspiriert.

## Haager Landkriegsordnung
Nach Art. 2 der Haager Landkriegsordnung sind in einem internationalen bewaffneten Konflikt neben regulären Truppen einer Kriegspartei auch Zivilisten Kombattanten, wenn die Bevölkerung eines nicht besetzten Gebiets beim Herannahen des Feindes aus eigenem Antriebe zu den Waffen greift, um die eindringenden Truppen zu bekämpfen, ohne Zeit gehabt zu haben, sich wie reguläre Truppen zu organisieren. Diese Massenerhebung (im französischen Vertragstext: „Levée en masse“) wird als kriegführend betrachtet, wenn der einzelne Kämpfer die Waffen offen führt und die Gesetze und Gebräuche des Krieges beachtet.
Dahinter steht die seit der Französischen Revolution entwickelte Vorstellung vom „citoyen soldat“, der von seinem Staat zu den Waffen gerufen wird und sich dem Feind entgegenstellt, weil er sich als Teil des politischen Gemeinwesens versteht und dessen Ideale verteidigen will. Der Krieg ist in dieser Auffassung nicht mehr nur die bewaffnete Auseinandersetzung von Herrschern oder Staaten mit Söldnerarmeen, sondern auch Sache des Volkes, das sich gegen eine fremde Herrschaft wehrt. Der Widerstandskampf um politische und kulturelle Eigenständigkeit ist seit der Haager Landkriegsordnung als legitimes Motiv der Kriegsführung allgemein anerkannt.